# Ivica Osim
Ivica Osim (sinh ngày 6 tháng 5 năm 1941 - mất ngày 1 tháng 5 năm 2022) là một cầu thủ bóng đá người Bosna và Hercegovina.

## Đội tuyển bóng đá quốc gia Nam Tư
Ivica Osim thi đấu cho đội tuyển bóng đá quốc gia Nam Tư từ năm 1964-1969.

## Thống kê sự nghiệp
| Đội tuyển bóng đá Nam Tư | Đội tuyển bóng đá Nam Tư | Đội tuyển bóng đá Nam Tư |
| Năm                      | Trận                     | Bàn                      |
| ------------------------ | ------------------------ | ------------------------ |
| 1964                     | 6                        | 4                        |
| 1965                     | 1                        | 0                        |
| 1966                     | 0                        | 0                        |
| 1967                     | 3                        | 3                        |
| 1968                     | 5                        | 1                        |
| 1969                     | 1                        | 0                        |
| Tổng cộng                | 16                       | 8                        |